# Cuatresia morii
Cuatresia morii là loài thực vật có hoa trong họ Cà. Loài này được (D'Arcy) Sousa-Peña mô tả khoa học đầu tiên.